# عضل تشيزماني
عضل تشيزماني (الاسم العلمي: Gerbillus cheesmani) (بالإنجليزية: Cheesman’s Gerbil)‏ هو نوع من الحيوانات يتبع جنس العضل من الفصيلة الفأرية.